# Hans-Heinrich Sander
Pour les articles homonymes, voir Hans Heinrich (homonymie).
Hans-Heinrich Sander, né le 12 avril 1945 à Golmbach et mort le 22 avril 2017, est un homme politique allemand membre du Parti libéral-démocrate (FDP).
Ancien élu local de l'arrondissement de Holzminden, il devient député régional au Landtag de Basse-Saxe aux élections régionales de 2003, et est nommé peu après ministre de l'Environnement dans la coalition noire-jaune alors conduite par Christian Wulff.

## Biographie
Hans-Heinrich Sander est le fils de Heinrich Sander, ancien agriculteur et député fédéral de Basse-Saxe de 1957 à 1969 sous l'étiquette du FDP.

### Formation et carrière
Hans-Heinrich Sander commence à travailler tôt comme agriculteur, après avoir passé son certificat général de l'enseignement secondaire, mais perd son bras gauche à la suite d'un accident du travail. Il retourne alors étudier et finit par obtenir son Abitur, ce qui lui permet d'intégrer l'école supérieure de pédagogie de Göttingen afin de devenir professeur. Il commence à exercer cette activité en 1973, y renonçant en 2002 après avoir atteint le poste de directeur d'un établissement scolaire à Bevern.
Il dirige ensuite, comme activité complémentaire, une exploitation de fruits à Golmbach.

### Parcours politique

#### Activité militante
Membre du Parti libéral-démocrate (FDP) depuis 1968, Hans-Heinrich Sander en est vice-président en Basse-Saxe, et préside la fédération du parti dans l'arrondissement de Holzminden.

#### Carrière institutionnelle

##### Fonctions locales
En 1973, Hans-Heinrich Sander est élu au conseil municipal de Golmbach et à l'assemblée (Kreistag) de l'arrondissement de Holzminden. Il entre sept ans plus tard à l'assemblée de la communauté de communes de Bevern, et devient en 1981 préfet adjoint de l'arrondissement. Il renonce à ce poste en 1986, mais le retrouve pour huit ans en 1996. Il préside en outré, de 2001 à 2003, la communauté de communes en coalition avec les sociaux-démocrates et ce alors qu'il a été élu grâce au soutien des chrétiens-démocrates.

##### Au niveau régional
Élu député régional au Landtag de Basse-Saxe lors des élections régionales de 2003, Hans-Heinrich Sander est nommé le 4 mars suivant ministre de l'Environnement dans la coalition noire-jaune de Christian Wulff. Il est réélu en 2008, et se voit reconduit au gouvernement peu après, avec le titre de ministre de l'Environnement et de la Protection du climat. Il conserve ses fonctions lorsque David McAllister succède à Wulff comme Ministre-président le 1er juillet 2010. Il démissionne le 17 janvier 2012 et est remplacé, le lendemain, par Stefan Birkner, président régional du FDP.